# Liste von Werken von Karl Mertens
Die Liste von Werken von Karl Mertens ist ohne Anspruch auf Vollständigkeit ein Verzeichnis von Werken des bildenden Künstlers Karl Mertens.
Karl Mertens hat über einhundert Figuren, Monumente, Reliefs und andere Kunstgegenstände sowohl für den öffentlichen Raum in Städten und Gemeinden, vor allem im Havelland, als auch für private Auftraggeber geschaffen, die zum großen Teil noch bestehen.
| Register der Standorte: (Kleinplastik) • Brandenburg an der Havel • Friesack • Großwudicke • Horst (Heiligengrabe) • Kirchmöser • Premnitz • Rathenow |

| |                       |                          | |      |
| Kleinplastik |                       |                          | |      |
| Objekt | Material              | Datum                    | Standort | Bild |
| Don Quijote mit seinem Pferd Rosinante                                                                                                  | Holz                  | um 1924                  | |      |
| Sancho Pansa mit Rosinante | Holz                  | um 1924                  | |      |
| Skulptur Lebensfreude | Holz                  | 1939                     | |      |
| Skulptur Notgruppe | Holz                  |                          | ursprünglich im Museum Rathenow |      |
| Evangelienleuchter | Holz                  |                          | kirchliche Auftragsarbeit |      |
| Relief Rathenower Trümmerfrauen | Holz                  |                          | ursprünglich im Rat der Stadt |      |
| Glaspresser vor dem Ofen | Holz                  |                          | ursprünglich im Museum Rathenow, jetzt Kunstverein Karl Mertens                                                                        |      |
| Holzrelief für Edwin Rolf | Holz                  | 1947                     | [ 1 ] |      |
| Flachrelief Anton Semjonowitsch Makarenko                                                                                               | Holz                  |                          | ursprünglich im Lehrlingsheim Rathenow                                                                                                 |      |
| Flachrelief Volkstanz | Holz                  |                          | Geschenk des Rats des Kreises und des Rats der Stadt Rathenow an das staatliche Gesangs- und Tanzensemble der Nord-Ossetischen ASSR    |      |
| |                       |                          | |      |
| Rathenow |                       |                          | |      |
| Objekt | Material              | Datum                    | Standort | Bild |
| Der Abtragejunge (auch: Ziegeljunge) | Bronze                |                          | früher vor der Post, jetzt auf dem August-Bebel-Platz                                                                                  |      |
| Der Fackelträger | Bronze                | 1957                     | vor der Schule „Am Weinberg“, Schleusenstraße                                                                                          |      |
| Die Tänzerin | Bronze                |                          | im Kulturhaus |      |
| Der Flötenspieler | Bronze                |                          | im Kulturhaus |      |
| Sgraffito | Putz                  |                          | an der Fassade der Kita „Regenbogen“, Forststraße                                                                                      |      |
| Zwei Relieftafeln | Stein                 |                          | Kita „kleine Philosophen“, auf dem Vorplatz des Gebäudes, rechts an einer dafür gebauten freistehenden Wand, Philosophenweg            |      |
| Sgraffito | Putz                  |                          | am Eingang der Kita „Haus der kleinen Strolche“, Große Milower Straße 1                                                                |      |
| Reliefplatte Ludwig van Beethoven |                       |                          | im Treppenhaus der Musikschule, Mühlenhof (Eingang Optikpark)                                                                          |      |
| Reliefplatte Brillenmacherwappen | Bronze                |                          | Jahnstr. 27, an der Einfahrt zum Duncker-Gewerbepark (Holzkopie des Originals in Bronze.)                                              |      |
| Büste Johann Sebastian Bach |                       |                          | Mühlenhof |      |
| Dreiflügeliges Relief Das Gute der Natur                                                                                                | Stein                 |                          | freistehend auf dem Gelände der DMC Deutsche Milchcafe                                                                                 |      |
| Reliefplatte Paracelsus | Bronze                |                          | im Vestibül der Havelland-Kliniken – Klinik Rathenow, Haupteingang Forststraße                                                         |      |
| vierteilige durchbrochene Reliefwand | roter Sandstein       |                          | vor der Schule in der Altstadt, Platz der Jugend, an der Stelle des Geburtshauses von Karl Mertens                                     |      |
| Büste Karl Marx | Bronze                |                          | Karl-Marx-Platz |      |
| Sonnenuhr |                       |                          | an einem Wohngebäude, Burgstraße |      |
| Büste Friedrich Ludwig Jahn |                       | 1956                     | Sportplatz am Schwedendamm |      |
| Die Kniende | Bronze                | 1975                     | früher am Markt, jetzt vor der Schwimmhalle                                                                                            |      |
| Gedenktafel für die Rathenower Offiziere im Schill’schen Freikorps Karl Friedrich von Trachenberg und Adolf von Keller                  |                       | 1953                     | früher im Treppenhaus des Kreishauses, seit 1990 verschwunden                                                                          |      |
| Balletttänzer | Steinrelief           |                          | Karl Mertens Kunstverein |      |
| Nah- und Fernsicht – Wahrzeichen der Optik                                                                                              | Modell                |                          | Verbleib unbekannt |      |
| |                       |                          | |      |
| Premnitz |                       |                          | |      |
| Objekt | Material              | Datum                    | Standort | Bild |
| Mahnmal für die Opfer unter den in der Rüstungsindustrie in Premnitz eingesetzten Zwangsarbeiter (Denkmal für die Opfer des Faschismus) |                       | 1964/1965, erneuert 1974 | Ernst-Thälmann-Straße, Ecke August-Bebel-Straße                                                                                        |      |
| Die Konerin | Bronze                | 1965                     | ursprünglich vor der neuen Kantine des VEB Chemiefaserwerkes „Friedrich Engels“, jetzt Heinrich-Heine-Straße, bei der Steinbogenbrücke |      |
| Büste Friedrich Engels |                       |                          | früher am Haupteingang des Werkes der Märkischen Faser-AG, jetzt in der Friedrich-Engels-Straße am Gesundheitszentrum                  |      |
| Der Handballer oder Siebenmeter | Bronze                |                          | Fabrikenstraße, vor der Sporthalle am Tor II                                                                                           |      |
| Mosaik Die schöne Wäscherin | Meißner Farbporzellan | 1965                     | Fabrikenstraße, an der früheren Wäsche-Annahmestelle der ehemaligen Reinigungsfirma Lurette                                            |      |
| |                       |                          | |      |
| Brandenburg an der Havel |                       |                          | |      |
| Objekt | Material              | Datum                    | Standort | Bild |
| Frieden (Mutter mit Kind) | Bronze                | 1962                     | auf dem Marienberg |      |
| Friedenstaube |                       | 1958                     | auf dem Marienberg an der Friedenswarte (früher Bismarckwarte, abgetragen)                                                             |      |
| Büste Heinrich Heine | Bronze                | 1960                     | am Heinrich-Heine-Ufer (die Büste ist im Dezember 2014 von Unbekannten gestohlen worden)                                               |      |
| |                       |                          | |      |
| Kirchmöser |                       |                          | |      |
| Objekt | Material              | Datum                    | Standort | Bild |
| Flachrelief Maxim Gorki | Holz                  |                          | ursprünglich im Kulturhaus Kirchmöser                                                                                                  |      |
| |                       |                          | |      |
| Großwudicke |                       |                          | |      |
| Objekt | Material              | Datum                    | Standort | Bild |
| Mosaik | Meißner Farbporzellan |                          | Parkstraße, an der Fassade der Grundschule Großwudicke                                                                                 |      |
| |                       |                          | |      |
| Friesack |                       |                          | |      |
| Objekt | Material              | Datum                    | Standort | Bild |
| Büste Michail Iwanowitsch Kalinin | Stein                 |                          | ehemals in der Ingenieurschule für Landtechnik „M. I. Kalinin“, heute im Heimatmuseum Friesack                                         |      |
| |                       |                          | |      |
| Horst (Ortsteil von Heiligengrabe) |                       |                          | |      |
| Objekt | Material              | Datum                    | Standort | Bild |
| Tympanon | Ziegelrelief          |                          | Burghof 10, über dem Haupteingang eines Gebäudes der ehemaligen Fachschule für Tierzucht in Horst                                      |      |